# Benthoctopus hokkaidensis
Benthoctopus hokkaidensis är en bläckfiskart som först beskrevs av Berry 1921.  Benthoctopus hokkaidensis ingår i släktet Benthoctopus och familjen Octopodidae. Inga underarter finns listade i Catalogue of Life.